# Schumanns Nat
Schumanns Nat er et skuespil af Sven Holm, der blev opført på Odense Teater i marts/april 2002 med instruktion af Kurt Dreyer.
Medvirkende var Henrik Weel, Lisa Mette Bentzen, Mads M. Nielsen, Sanne Saerens, William Rosenberg, Stine Elise Rasmussen, Luna Matz, Arne Bjørk og Sophie Louise Lauring.